# James Collip
James Bertram Collip (Belleville, 20 de noviembre de 1892 – 19 de junio de 1965) formó parte del grupo de investigadores de Toronto que aisló la insulina. Asimismo descubrió la ACTH. John James Richard Macleod, que recibió el Premio Nobel de Medicina en 1923, compartió con él la mitad del importe económico del premio.
Ocupó la Cátedra del Departamento de Bioquímica de la McGill University en el período 1928-1941. Desarrolló un importante papel en el esfuerzo administrativo de ayuda médica durante la Segunda Guerra Mundial, período en el que tuvomenor actividad investigadora. Fue Decano de Medicina en la University of Western Ontario en 1947-1961, donde fue miembro fundador de la Kappa Alpha Society.
Nació en Belleville, Ontario. A los 15 años se matriculó en el Trinity College de la Universidad de Toronto y estudió fisiología y bioquímica. En 1916 obtuvo su doctorado en Bioquímica por la misma universidad.
En 1915, a los 22 años, Collip aceptó un puesto de profesor en la Facultad de Medicina de la University of Alberta en Edmonton, un poco antes de finalizar sus estudios de doctorado. Ejerció este puesto durante 13 años, alcanzando la posición de catedrático y jefe del Departamento de Bioquímica en 1920. Sus investigaciones en es período estuvieron focalizadas sobre la química de la sangre de vertebrados e invertebrados.
Se tomó un año sabático en 1921, y viajó a Toronto durante seis meses con una beca de viaje Rockefeller con el profesor J. J. R. MacLeod del departamento de Fisiología de la Universidad de Toronto. Allí su programa de investigación (sobre el efecto del pH sobre la concentración de azúcar en la sangre) le llevó a las estaciones biológicas marinas de Woods Hole, Massachusetts y Saint Andrews, Nuevo Brunswick, antes de que volviera a Toronto de nuevo en ese mismo año.
MacLeod estaba supervisando el trabajo de Frederick Banting y Charles Best en su búsqueda de un tratamiento para la diabetes que habían comenzado en mayo de 1921. En diciembre, cuando Banting y Best experimentaban dificultades en la purificación del extracto pancreático, MacLeod liberó a Collip de sus otras investigaciones para permitirle unirse al equipo de investigación. La tarea de Collip consistía en preparar insulina en un estado más puro, forma utilizable que Banting y Best no habían sido capaces de alcanzar hasta la fecha. En elplazo de un mes, Collip alcanzó el objetivo de preparar extracto pancreático suficientemente puro para poder usarlo en ensayos clínicos.
Pronto se completaron ensayos con éxito y se aseguró el futuro de la insulina. Banting, Best y Collip posteriormente compartieron la patente de la insulina, que vendieron a la Universidad de Toronto por un dólar.
Lamentablemente, debido a desacuerdos entre Banting y MacLeod, se generó mala voluntad dentro del equipo. El Premio Nobel de Medicina fue concedido a Banting y MacLeod en 1923. Sintiendo que Best había sido ignorado en el premio, Banting compartió su parte con Best. En respuesta, MacLeod compartió su parte con Collip. No obstante, Collip (y MacLeod) han sido olvidados durante mucho tiempo como codescubridores de la insulina.
Después de este primer éxito que llegó temprano a su carrera, Collip volvió a Edmonton para volver a tomar su puesto en la Universidad, y proseguir sus propios estudios sobre investigación con hormonas. En 1928 fue reclutado por la McGill University de Montreal por su antiguo asesor de posgrado, Archibald Macallum. Collip ocupó elpuesto de jefe del departamento de Bioquímica de McGill entre 1928 y 1941. Se le considera un pionero de la investigación en endocrinología. También hizo estudios importantes sobre la hormona ACTH.
Murió a la edad de 72 años.

## Distinciones (lista parcial)
- Miembro de la Royal Society of Canada, 1925
- Miembro de la Royal Society, 1933
- D.Sc., Harvard University, 1936
- Caballero de la Orden del Imperio Británico, 1943
- Doctor en Ciencias, Universidad de Oxford, 1946
- Medalla de la Libertad con palma de plata (EE. UU.), 1947
- Medalla Banting de la American Diabetes Association , 1960
- Doctorado honorífico por la University of Western Ontario, 1964